# شگرف‌ها
شگرف‌ها (نام علمی: Xenopirostris) نام یک سرده از تیره وانگا است.

## گونه‌ها
- وانگای فان دام (Xenopirostris damii)
- وانگای گرده (Xenopirostris polleni)
- وانگای لافرسنای (Xenopirostris xenopirostris)